# چلیتسه
چلیتسه (به صربی: Čelice) یک روستا در صربستان است که در نووا واروش واقع شده‌است. چلیتسه ۷۸ نفر جمعیت دارد.